# Eulaira schediana
Eulaira schediana är en spindelart som beskrevs av Chamberlin och Ivie 1933. Eulaira schediana ingår i släktet Eulaira och familjen täckvävarspindlar. Utöver nominatformen finns också underarten E. s. nigrescens.